# Tilly Fleischer
Ottilie (Tilly) Fleischer (Frankfurt am Main, 2 oktober 1911 – Lahr, 14 juli 2005) was een Duitse atlete, die gespecialiseerd was in het speerwerpen, kogelstoten, discuswerpen en de sprint. Ze nam tweemaal deel aan de Olympische Spelen en dat leverde haar een gouden en een bronzen medaille op.

## Biografie
Tilly Fleischer was de dochter van een slager. Ze begon op 10-jarige leeftijd met sport (tennis, handbal, atletiek). Op 24 augustus 1930 verbrak ze het wereldrecord kogelstoten met een afstand van 12,88 m. Dit record hield bijna een jaar stand, totdat Grete Heublein het verbeterde en twee weken later verbeterde tot 13,105 m.
Fleischer nam twee keer deel aan de Olympische Spelen bij de onderdelen speerwerpen, discuswerpen en 4 × 100 m estafette. Bij het speerwerpen werd Fleischer in 1932 derde en won ze in 1936 de gouden medaille. Na de Olympische Spelen beëindigde ze haar sportcarrière.
In haar actieve tijd was Fleischer aangesloten bij SG Eintracht Frankfurt. Na de Tweede Wereldoorlog was ze eigenaar van twee leerwinkels. Ze werd moeder van twee dochters (uit haar eerste huwelijk).

## Titels
- Olympisch kampioene speerwerpen - 1936

## Persoonlijke records
| Onderdeel    | Prestatie | Datum           | Plaats  |
| ------------ | --------- | --------------- | ------- |
| discuswerpen | 38,71 m   | 1935            |         |
| speerwerpen  | 45,18 m   | 2 augustus 1936 | Berlijn |

## Palmares

### discuswerpen
- 1930:  Vrouwen Wereldspelen - 35,82 m
- 1931:  Olympiad of Grace - 34,47 m
- 1932: 4e OS - 36,12 m[1]

### speerwerpen
- 1931:  Olympiad of Grace - 37,27 m
- 1932:  OS - 43,00 m[1]
- 1936:  OS - 45,18 m (OR)

### kogelstoten
- 1934:  Vrouwen Wereldspelen - 12,10 m

### 4 × 100 m estafette
- 1932: 6e OS - 50,0 s

1932: Babe Zaharias ·
1936: Tilly Fleischer ·
1948: Herma Bauma ·
1952: Dana Zátopková ·
1956: Inese Jaunzeme ·
1960: Elvīra Ozoliņa ·
1964: Mihaela Peneș ·
1968: Angéla Németh ·
1972: Ruth Fuchs ·
1976: Ruth Fuchs ·
1980: María Colón ·
1984: Tessa Sanderson ·
1988: Petra Felke ·
1992: Silke Renk ·
1996: Heli Rantanen ·
2000: Trine Hattestad ·
2004: Osleidys Menéndez ·
2008: Barbora Špotáková ·
2012: Barbora Špotáková ·
2016: Sara Kolak ·
2020: Liu Shiying ·
2024: Haruka Kitaguchi
- Gemeinsame Normdatei: 130202495
- Virtual International Authority File: 57712930